# Шадейль, Гюстав
Гюстав Шадейль (фр. Gustave Chadeuil; 17 марта 1821, Лимож — 14 февраля 1893, Ментона) — французский писатель

, журналист, редактор, музыкальный критик.

## Биография
Изучал право, готовился к нотариальной деятельности, однако занялся журналистикой. Печатался в газетах «l’Indicateur» и «Mémorial de Bordeaux».
Работал в газете «Siècle» и, будучи живописцем-любителем, там же печатал фельетоны по художественной части.
В 1871 году Г. Шадейль стал одним из основателей журнала «Le XIX siècle», редактируя в то же время финансовый журнал «La Bourse».
Г. Шадейль напечатал сборник своих стихотворений, озаглавленный «Les Djinnes» (1846), «La campagne d’Italie» (1859), «Les mystères du Palais, mémoires d’un petit bossu» (1860), «Le curé du Pecq» (1861), «Le Panthéon des hommes utiles» (1862), «Jean Lebon, étude» (1863), «Clara Miller» (1864), «Les amours d’un idiot» (1870) и др.